# 陳家駅
陳家駅（ちんかえき）は、中華人民共和国黒竜江省ハルビン市道裏区に位置する王万線の駅。

## 歴史
- 2007年　開業。

## 隣の駅
中華人民共和国鉄道部
王万線
王崗駅 - 陳家駅 - 万楽駅
座標: 北緯46度05分44秒 東経126度45分52秒 / 北緯46.0955度 東経126.7644度